# Cyphalonotus assuliformis
Cyphalonotus assuliformis är en spindelart som beskrevs av Simon 1909. Cyphalonotus assuliformis ingår i släktet Cyphalonotus och familjen hjulspindlar.
Artens utbredningsområde är Vietnam. Inga underarter finns listade i Catalogue of Life.